# Huỳnh Anh Tuấn
Huỳnh Anh Tuấn (sinh năm 1968) là một nam diễn viên người Việt Nam. Ông nổi tiếng trong ngành phim ảnh Việt Nam từ những năm 1990 và được biết đến qua các phim truyền hình như: Đất khách, Những đứa con thành phố, Hương phù sa.

## Tiểu sử
Huỳnh Anh Tuấn sinh năm 1968 tại Vĩnh Long. Năm 12 tuổi, gia đình anh chuyển đi định cư ở Hoa Kỳ. Sau khi học xong trung học, ông học quay phim và chụp ảnh tại Đại học Nghệ thuật và Thiết kế Minneapolis, tiểu bang Minnesota. Anh Tuấn từng đoạt giải nhì nhiếp ảnh trong một cuộc thi và sau này trở thành giám đốc chi nhánh của một công ty chuyên về ảnh quảng cáo.

## Sự nghiệp
Phim đầu tiên mà Huỳnh Anh Tuấn được khán giả biết đến rộng rãi là Em và Michael (1993, đóng với Trương Ngọc Ánh). Sau đó, anh tiếp tục với các phim như Biển động, Đất khách, Những đứa con thành phố, Hương phù sa.
Bên cạnh sự nghiệp diễn xuất, Anh Tuấn còn hoạt động kinh doanh. Ông từng cùng cha làm trong ngành xây dựng, cũng như mở một nhà hàng thức ăn Ý nhưng sau đó đã đóng cửa vì không đủ doanh thu. Sau này, ông mở tiếp một nhà hàng khác ở quê nhà Vĩnh Long.

## Đời tư
Huỳnh Anh Tuấn từng kết hôn, anh và người vợ đầu tiên có bốn người con. Năm 2016, anh lấy vợ thứ hai là diễn viên Thảo Sương, cô làm nội trợ, thỉnh thoảng đóng các vai nhỏ trong các phim truyền hình.

## Danh sách phim
Danh sách này không đầy đủ, bạn cũng có thể giúp mở rộng danh sách.

### Phim điện ảnh
| Năm  | Tựa Phim                   | Vai diễn                      | Chú thích |
| ---- | -------------------------- | ----------------------------- | --------- |
| 1989 | Cơn mưa hạ                 | Tâm                           |           |
| 1993 | Em và Michael Jackson      | Anh chàng đạp xích lô         |           |
| 1996 | Hạ sĩ quan                 | Long                          |           |
| 2005 | Khi đàn ông có bầu         | Gã xe ôm                      |           |
| 2011 | Trúng số                   | Trung                         |           |
| 2011 | Thiên sứ 99                | Ba của Pha Lê                 |           |
| 2012 | Hello cô Ba                | Ông Trọng                     |           |
| 2014 | Để Mai tính 2              | Ông Trúc                      |           |
| 2015 | Già gân mỹ nhân và găng tơ | Người đàn ông trong vũ trường |           |
| 2016 | Cao thủ ẩn danh            | Hùng "Rada"                   |           |
| 2018 | Tìm vợ cho bà              | Ba Long                       |           |
| 2024 | Domino Lối Thoát Cuối Cùng | Ông Trùm                      |           |

### Phim truyền hình
| Năm  | Tựa Phim                        | Vai diễn            | Kênh / Định dạng | Chú thích |
| ---- | ------------------------------- | ------------------- | ---------------- | --------- |
| 1990 | Công tử Bạc Liêu                | Bạch công tử        |                  |           |
| 1992 | Đôi mắt người thương            | Phiên               |                  |           |
| 1993 | Đồng tiền nhân nghĩa            | Phương Nam          |                  |           |
| 1995 | Nữ trinh sát đặc nhiệm          | Phi Long            |                  |           |
| 1995 | Mãi mãi tình hồng               | Lộc                 |                  |           |
| 1995 | Trận đấu cuối cùng              | Vũ Hoàng            |                  |           |
| 1996 | Trường xưa kỷ niệm              | Trung Kiên          |                  |           |
| 1997 | Tết này em lấy chồng            | Tiến                |                  |           |
| 1997 | Những nẻo đường phù sa          | Luật sư Nguyễn      |                  |           |
| 1998 | Những đứa con thành phố         | Đại úy Gazo         |                  |           |
| 1998 | Đất khách                       | Khiết Lâm           |                  |           |
| 1998 | Đừng nói xa nhau                | Tùng                |                  |           |
| 1999 | Tội phạm                        | Quang Hải           |                  |           |
| 2001 | Nữ võ sĩ                        | Mạnh                | HTV7             |           |
| 2001 | Ở trọ trong nhà mình            | Hiền                | HTV7             |           |
| 2002 | Trùng Quang tâm sử              | Vua Trần Quý Khoáng | HTV7             |           |
| 2002 | Dòng đời                        | Nhà báo Tín         | HTV7             |           |
| 2003 | Ngoại tình                      | Thái                | HTV7             |           |
| 2004 | Ngọn nến Hoàng cung             | Bảo Đại hoàng đế    | HTV9             |           |
| 2004 | Lẵng hoa tình yêu               | Anh chẳng việt kiều | HTV9             |           |
| 2005 | Bến phà                         | Tuấn                | HTV7             |           |
| 2005 | Người gác mộ                    | Dũng trinh sát      | HTV7             |           |
| 2006 | Hương phù sa                    | Hoàng               | HTV9             |           |
| 2007 | Ghen                            | Quốc Dũng           | HTV9             |           |
| 2007 | Hoa dã quỳ                      | Ông Sơn             | HTV9             |           |
| 2007 | Xin lỗi tình yêu                | Ông Sáu             | HTV9             |           |
| 2008 | Bò cạp tím                      | Ông Hùng            | HTV9             |           |
| 2008 | Âm tính                         | Ông Hoan            | HTV9             |           |
| 2008 | Gia tài bác sĩ                  | Bác sĩ Lý Kính      | HTV9             |           |
| 2009 | Cầu trường không yên tĩnh       | Hai Thành           | HTV9             |           |
| 2009 | Những cuộc tình trắng đen       | Ông Hoàng           | HTV9             |           |
| 2009 | Taxi                            | Luật sư Thắng       | HTV9             |           |
| 2009 | Hiệp sĩ đường phố               | Thành Phát          | HTV9             |           |
| 2009 | Đâu phải chia ly                | Ba của Bảo          | HTV9             |           |
| 2009 | Tình án                         | Ông Huyện Hàm Tân   | HTV9             |           |
| 2009 | Ngõ vắng                        | Khanh               | Let's Viet       |           |
| 2009 | Ký ức mong manh                 | Sáu Lư              | HTV7             |           |
| 2009 | Tam nam vẫn phú                 | Hào                 | HTV7             |           |
| 2010 | Bước chân hoàn vũ               | Chu Thoàng          | HTV9             |           |
| 2010 | Hạnh phúc mong manh             | Ông Gia             | THVL1            |           |
| 2010 | Cổng mặt trời                   | Ông Văn             | HTV7             |           |
| 2010 | Vó ngựa trời Nam                | Dương Văn Giáo      | HTV7             |           |
| 2010 | Chuyện tình mùa thu             | Ông Quý             | HTV7             |           |
| 2010 | Anh em nhà bác sĩ               | Tuấn Nguyễn         | THVL1            |           |
| 2010 | Gia đình số đỏ                  | Ông Lâm Vũ          | HTV9             |           |
| 2010 | Ai                              | Bảy Sành            | HTV7             |           |
| 2010 | Tình ca phố                     | Ông Bầu Di          | HTV7             |           |
| 2011 | Anh chàng vượt thời gian        | Ông Vua             | VTV3             |           |
| 2011 | Cha yêu                         | Ông Thành           | HTV7             |           |
| 2011 | Cô dâu tuổi dần                 | Đức Hải             | THVL1            |           |
| 2011 | Những nàng công chúa nổi tiếng  | Ông Nam             |                  |           |
| 2011 | Theo dấu hương xưa              | Ông Huỳnh Anh Tân   | HTV7             |           |
| 2011 | Gia đình tèo                    | Ông Đại             | HTV7             |           |
| 2011 | Hai gia đình                    | Đại Dương           | HTV7             |           |
| 2011 | Một thời ta đuổi bóng           | Ông Trực            | HTV7             |           |
| 2011 | Tình như tia nắng               | Ông Tường           | THVL1            |           |
| 2011 | Sáu mặt rubik                   | Hoàng Phố           | HTV9             |           |
| 2011 | Trúng số                        | Ông Trung           | SCTV14           |           |
| 2011 | Đua nhau làm giàu               | Ông Trí Viễn        | VTV9             |           |
| 2011 | Dương cầm                       | Ông Thoại           | VTV9             |           |
| 2011 | Giải mã tình anh                | Đức                 | HTV9             |           |
| 2012 | Trái tim sám hối                | Ông Đức Lộc         | VTV9             |           |
| 2012 | Đỗ quyên trong mưa              | Ông Thành           | HTV9             |           |
| 2012 | Trước ngưỡng cửa đời            | Ông Sang            | HTV9             |           |
| 2012 | Lúa trổ bông                    | Ba Năng             | HTV9             |           |
| 2012 | Tiếng tơ đồng                   | Hoàng               | THVL1            |           |
| 2012 | Trái tim hoa hồng               | Ông Lãm             | VTV9             |           |
| 2012 | Ngôi sao thứ 31                 | Ông Thành           | HTV9             |           |
| 2012 | Cuộc đối đầu hoàn hảo           | Vinh Nguyễn         | SCTV14           |           |
| 2012 | Thần tượng lắm chiêu            | Chát Bùm Bùm        | SCTV14           |           |
| 2012 | Làn môi trong mưa               | Ông Bằng            | VTV6             |           |
| 2013 | Bông hồng cho tướng cướp        | Ông Quốc Bình       | THVL1            |           |
| 2013 | Thạch lan                       | Ông Khang           | Let's Viet       |           |
| 2013 | Trận đấu định mệnh              | Ông Thuận Nghĩa     | HTV7             |           |
| 2013 | Bão mùa hè                      | Huy Chương          | HTV7             |           |
| 2013 | Nghiệt oan                      | Định                | HTV7             |           |
| 2013 | Hẻm cụt                         | Ông Bạch            | SCTV14           |           |
| 2013 | Hoán nhân tâm                   | Hội đồng Thanh      | SCTV14           |           |
| 2013 | Cái giá của danh vọng           | Lê Hưng             | VTV9             |           |
| 2013 | Sông dài                        | Ông Tấn Phát        | VTV9             |           |
| 2013 | Sông trôi muôn hướng            | Sỹ Minh             | VTV9             |           |
| 2013 | Trúng số tình                   | Ông Hoàng           | VTV9             |           |
| 2014 | Lý bông mai                     | Chồng Bà Phụng      | Let's Viet       |           |
| 2014 | Câu chuyện tình đời             | Ông Hào             | VTV9             |           |
| 2014 | Thương lắm đò ơi                | Ông Đức Tín         | SCTV14           |           |
| 2014 | Hiệp sĩ giữa đời thường         | Ông Thành           | SCTV14           |           |
| 2014 | Mùa sen cạn                     | Hồng Châu           | THVL1            |           |
| 2014 | Thế lực ngầm                    | Trung tá Vũ         | THVL1            |           |
| 2014 | Bóng giang hồ                   | Ông Đông            | THVL1            |           |
| 2014 | Sau ánh hoàng hôn               | Ông Lâm             | THVL1            |           |
| 2015 | Biệt thự hoa hồng               | Mạnh Hùng           | HTV9             |           |
| 2015 | Bản năng thép                   | Ông Phi             | Let's Viet       |           |
| 2015 | Sát thủ hoa hồng trắng          | Ông Thanh           | SCTV14           |           |
| 2015 | Bình minh trên ngọn lửa         | Ông Hùng            | THVL1            |           |
| 2015 | Bảy lá bài                      | Ông Tư Tây          | THVL1            |           |
| 2015 | Giọt nước mắt hận thù           | Hai Hoàng           | TodayTV          |           |
| 2015 | Hãy nói về tình yêu             | Thuận               | VTV3             |           |
| 2015 | Hạnh phúc bất tận               | Ông Hùng            | HTV9             |           |
| 2016 | Lối thoát nghiệt ngã            | Ông Quý             | HTV7             |           |
| 2016 | Đồng tiền quỷ ám                | Tiệp                | VTV1             |           |
| 2016 | Muôn mặt cuộc đời               | Ông Hùng            | HTV9             |           |
| 2016 | Bản năng nguy hiểm              | Ông Hồ Quang Hiếu   | THVL1            |           |
| 2016 | Hot girl làm vợ                 | Ông Phương          | SCTV14           |           |
| 2016 | Thiếu gia nhà nghèo             | Huy Đức             | SCTV14           |           |
| 2016 | Mùi đời                         | Ông Đông            | SCTV14           |           |
| 2016 | Mãi mãi là bao lâu              | Ông Bình            | SCTV14           |           |
| 2017 | Biển đời giông tố               | Ông Phúc            | Let's Viet       |           |
| 2017 | Mật danh rocker                 | Lão Chu             | HTV9             |           |
| 2017 | Lẩn khuất một tên người         | Ông Thông           | HTV9             |           |
| 2017 | Phục hận                        | Ông Hậu             | HTV9             |           |
| 2017 | Lao công bí ẩn                  | Ông Thuận           | HTV9             |           |
| 2017 | Cuộc chiến vô nghĩa             | Ông Quang           | SCTV14           |           |
| 2017 | Cuộc chiến nhân tâm             | Sáu Tiến            | THVL1            |           |
| 2018 | Hôn lễ mùa thu                  | Đại Tứ              | TodayTV          |           |
| 2018 | Thảm đỏ                         | Hoàng Khôi          | VTV6             |           |
| 2018 | Cung đường tội lỗi              | Ông Hòa             | VTV3             |           |
| 2018 | Bố là tất cả                    | Ông Phú             | HTV7             |           |
| 2018 | Không cần soái ca               | Ông Cường           | SCTV14           |           |
| 2019 | Mùa cúc susi                    | Sáu Đời             | HTV9             |           |
| 2020 | Xin chào hạnh phúc: Chàng rể hờ | Ông Vương           | VTV3             |           |
| 2020 | Những nàng dâu nổi loạn         | Ông Quảng           | VTV3             |           |
| 2020 | Ngày đông có nắng               | Ông Tấn             | SCTV14           |           |
| 2020 | Mẹ ghẻ                          | Ông Quý             | THVL1            |           |
| 2020 | Chọc tức vợ yêu                 | Ông Phan            | HTV2             |           |
| 2021 | Canh bạc tình yêu               | Ông Thành           | THVL1            |           |
| 2021 | Vũ điệu giữa bầy sói            | Huỳnh Đức           | SCTV14           |           |
| 2021 | Kẻ tàng hình                    | Trần Quyết          | SCTV14           |           |
| 2022 | Giã từ những đêm hoang          | Ông Tám Mẫn         | HTV9             |           |
| 2022 | Hồ sơ tội ác                    | Ông Mẫn             | SCTV14           |           |
| 2022 | Giấc mơ của mẹ                  | Ông Phát            | HTV2             |           |
| 2022 | Thanh xuân mãi cháy             | Ông Tùng            |                  |           |
| 2022 | Bến lỡ liêu xiêu                | Ông Hội đồng Bùi    | QPVN             |           |
| 2023 | Tết này có má có ba             | Ông Quang           | THVL1            |           |
| 2023 | Người thầm lặng                 | Ông Toàn            | THVL1            |           |
| 2023 | Bí mật của luật sư              | Lộc Bình            | SCTV14           |           |
| 2023 | Yêu trước ngày cưới             | Ông Vương           | VieON            |           |
| 2024 | Bí mật người thừa kế            | Ông Thành           | SCTV14           |           |
| 2024 | Tình yêu bất tử                 | Ông Tài             | THVL1            |           |
| 2024 | Báo thù                         | Đại tá Tư Phong     | SCTV14           |           |
| 2024 | Tuổi trẻ giá bao nhiêu?         | Ông Liêm            | VTV3             |           |

## Giải thưởng và đề cử
Cánh diều vàng